# 城絵図

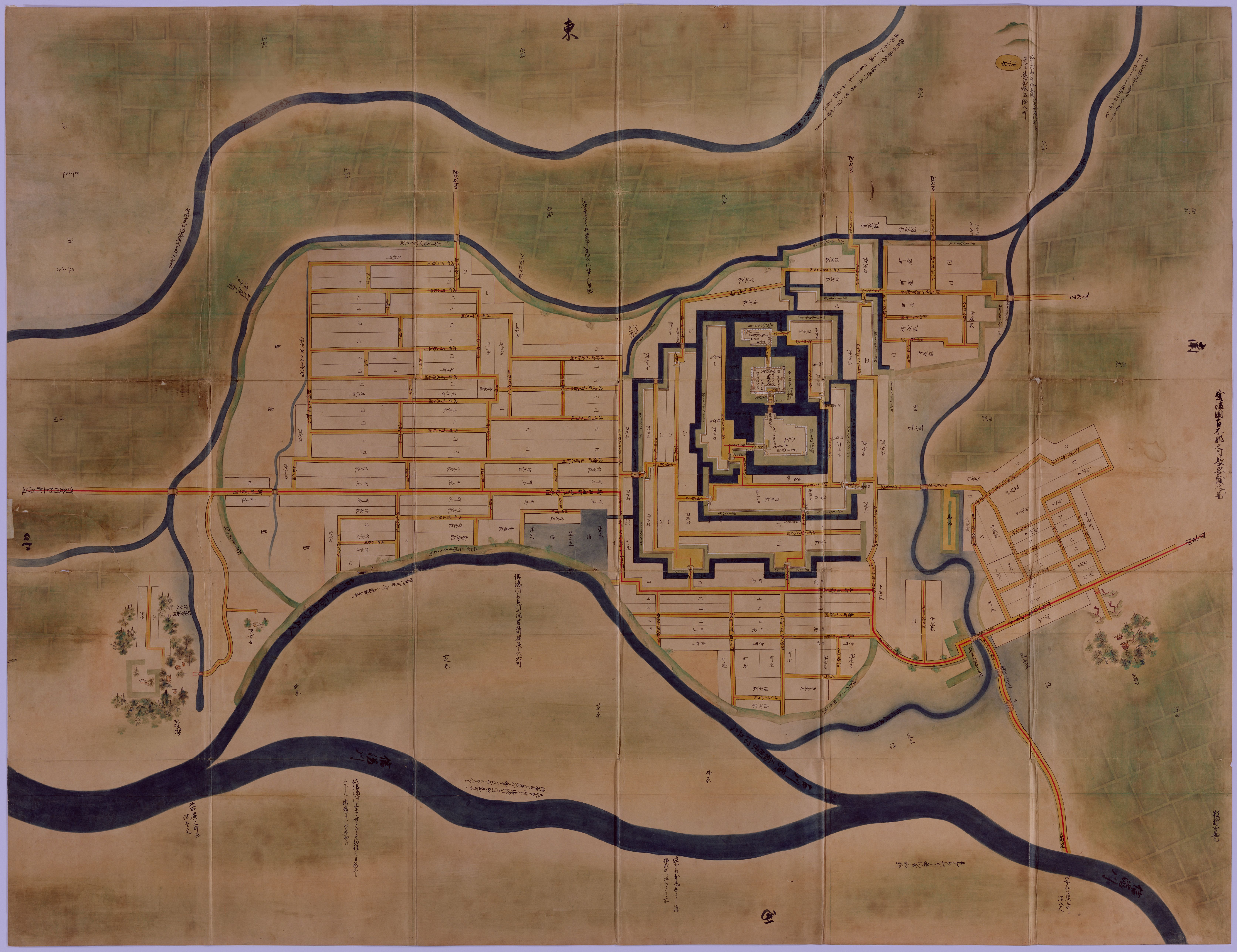
『諸国城郭絵図 越後国古志郡之内長岡城之図』（正保城絵図）。国立公文書館デジタルアーカイブより。

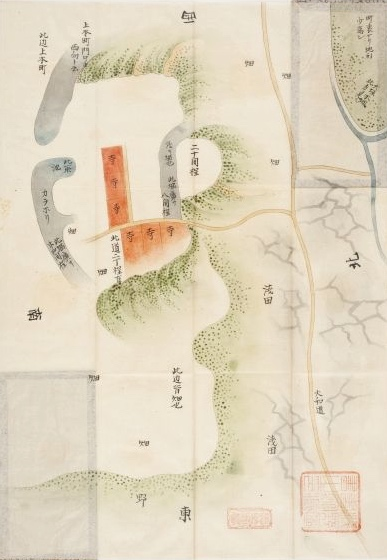
『諸国古城之図 真田丸（摂津）』。広島市立中央図書館蔵。

城絵図（しろえず）とは、中世から近世の日本において城郭の曲輪の位置や周囲の地形などを描いた絵図。
城下町を重点において描いた図を特に城下絵図（じょうかえず）・城下町図（じょうかまちず）と称して城絵図と区別する場合もあるが、城内に城主が居住せずに城下の施設に普段の生活の場を持つケースもあり、城下を城の一部とみなして両者を区別しない考え方もある。

## 概要
城絵図は中世以来様々なものが作られていたが、もっとも著名なものは正保元年（1644年）に将軍徳川家光の命によって国絵図（正保国絵図）・郷帳（正保郷帳）とともに諸大名から提出された城絵図（正保城絵図）である。既に武家諸法度によって城の無断修補は禁じられていたため、江戸幕府はこれによって諸城の構造及び城下町の配置などを把握することになった。なお、正保城絵図の大部分は慶応4年（明治元年/1868年）の江戸開城の際に新政府軍に接収され、その多くが行方不明になったとされている。
江戸時代には城絵図は機密事項であった一方で軍学・兵学の興隆とともに築城・攻城の研究のために城絵図が作成されていた。その際には多くは一国一城令などで廃城になっていた中世の城郭のものが用いられた。特に浅野文庫所蔵の『諸国古城之図』はその収録数から非常に研究価値が高いものとされている。平成26年に松江歴史館から『極秘諸国城図』が発見された。